# مرغ (برخوار)
مرح(برخوار و میمه)، روستایی از توابع بخش برخوار شهرستان برخوار و میمه در استان اصفهان ایران است.

## جمعیت
این روستا در دهستان برخوار شرقی قرار دارد و براساس سرشماری مرکز آمار ایران در سال ۱۳۸۵، جمعیت آن ۲۵۱ نفر (۶۹خانوار) بوده‌است.